# Gold Digger
Gold Digger è un singolo del rapper statunitense Kanye West feat. Jamie Foxx, pubblicato il 2 agosto 2005 come secondo estratto dal secondo album in studio Late Registration.
Gold Digger ha raggiunto la vetta della classifica statunitense Billboard Hot 100 il 6 settembre 2005, diventando il secondo numero uno sia per West che per Foxx. La canzone contiene una  interpolazione con la canzone di Ray Charles I Got a Woman.

## Descrizione
Il singolo è stato scritto dagli stessi Kanye West e Jamie Foxx. Nel testo del brano West racconta una storia di una ragazza che si mise insieme a lui solo per portargli via i soldi.
Il video musicale mostra il rapper e il cantante performare su uno sfondo giallo e bianco mentre susseguono scene e immagini di ragazze con sfondo rosso.

## Tracce
CD Roc-A-Fella 06024 9886735 (UMG) / EAN 0602498867358
1. Gold Digger – 3:29
2. Diamonds From Sierra Leone – 3:35
3. We Can Make It Better – 3:52
4. Gold Digger (Video)

Durata totale: 10:56

## Classifiche

### Classifiche settimanali
| Classifica (2005)                               | Posizione più alta |
| ----------------------------------------------- | ------------------ |
| Australia                                       | 1                  |
| Austria                                         | 47                 |
| Canada                                          | 2                  |
| Paesi Bassi                                     | 20                 |
| Francia                                         | 71                 |
| Germania                                        | 35                 |
| Irlanda                                         | 3                  |
| Norvegia                                        | 14                 |
| Nuova Zelanda                                   | 1                  |
| Svezia                                          | 34                 |
| Svizzera                                        | 52                 |
| Regno Unito                                     | 2                  |
| U.S. Billboard Hot 100                          | 1                  |
| U.S. Billboard Hot R&B/Hip-Hop Singles & Tracks | 1                  |
| U.S. Billboard Hot Rap Tracks                   | 1                  |
| U.S. Billboard Pop 100                          | 1                  |

### Classifiche di tutti i tempi
| Classifica (1958-2021) | Posizione |
| ---------------------- | --------- |
| Stati Uniti            | 70        |